# Козацький Дмитро Олександрович
Дмитро Олександрович Козацький (позивний — Орест; 11 листопада 1995, м. Малин, Україна) — український фотограф, військовослужбовець, старший солдат, боєць полку «Азов» Національної гвардії України.
У 2022 році увійшов до рейтингу «30 до 30: обличчя майбутнього» від «Forbes».
Світлина «Світло переможе» стала однією з кращих у 2022 році за версією газети «The Guardian» та була обрана до списку «100 найкращих фотографій 2022 року» за версією журналу «Time».

## Життєпис
Дмитро Козацький народився 11 листопада 1995 року у місті Малин, нині Малинської громади Коростенського району Житомирської области України.
У 2014 році покинув навчання у Вищій школі інформаційних технологій та менеджменту у Ряшеві (Польща), щоб стати учасником Революції гідности. Нині — студент Національного університету «Острозька академія».
У 2015 році вступив до лав Національної гвардії України, а згодом перейшов до полку «Азов».

### Російське вторгнення в Україну (2022)

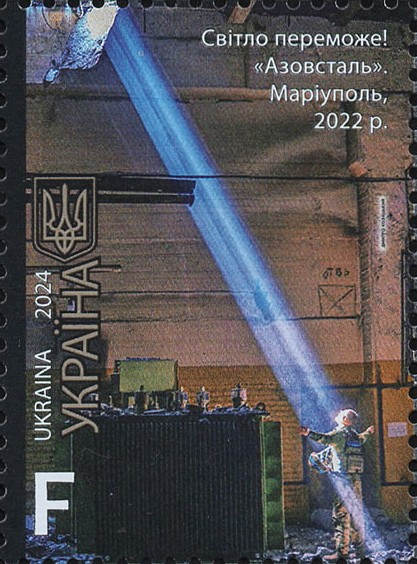
Марка «Світло переможе! «Азовсталь». Маріуполь, 2022 р.» із блоку «І БУДЕ ВЕСНА!», 2024 рік

Від 2015 року оборонець м. Маріуполя на Донеччині. З 1 березня 2022 року разом з іншими побратимами тримав оборону на заводі «Азовсталь».
Голова пресслужби полку «Азов». Автор 10 світлин поранених побратимів із польового шпиталю на заводі, які облетіли весь світ. Одну із світлин, на якому хлопець під променями травневого сонця, що падають усередину зруйнованих приміщень підприємства через пробиту снарядами шпарину, назвали «Світло переможе».
Під звуки вибухів він співав пісню «Стефанія» гурту «Kalush Orchestra», що принесла Україні перемогу на пісенному конкурсі «Євробачення 2022».
20 травня 2022 року Дмитро Козацький перед тим, як потрапити в полон опублікував допис у своєму Twitter: «Ну от і все. Дякую за прихисток Азовсталь — місце моєї смерті і мого життя. Доречі, поки я буду в полоні, залишу [Архівовано 22 травня 2022 у Wayback Machine.] вам фото в найкращій якості, відправляйте їх на всі журналістські премії і фотоконкурси, якщо щось виграю, після виходу буде дуже приємно. Дякую всім за підтримку. До зустрічі».. Цього ж дня віце-спікерка українського парламенту Олена Кондратюк заявила, що світлини Дмитра Козацького Верховна Рада України відправить в усі парламенти Європи та світу, які на стороні України. Також кінооб'єднання «Вавилон'13» опублікувало відео «Фортеця Маріуполь. Останній день на Азовсталі», зняте Дмитром.
Разом із іншими оборонцями Маріуполя перебував у російському полоні та був звільнений 21 вересня 2022 року під час обміну 215 українських захисників.
6 грудня повернувся до лав ЗСУ

## Творчість
Персональні виставки у містах Рівному (2022).

## Родина
Мама Дмитра — Ірина Юрченко — працює провідницею на евакуаційних поїздах і допомагає рятувати цивільних.

| Вона надзвичайно сильна жінка, яка в такий тяжкий час тримається і навіть старається підтримувати мене. Не знаю навіть, кому складніше в цій ситуації: дітям, які борються на Азовсталі, чи батькам, які не можуть ніяк допомогти на відстані. |
| — Дмитро Козацький |

## Відзнаки та нагороди
- золота медаль міжнародного конкурсу репортерської фотографії «Live press FOTO» (2022)[12],
- спеціальна нагорода польської фотопремії «Grand Press Photo 2022»[13];
- медаль «За військову службу Україні» (17 квітня 2022) — за особисту мужність і самовіддані дії, виявлені у захисті державного суверенітету та територіальної цілісності України, вірність військовій присязі[14].